# Boyahmedlı
Boyahmedlı est un village d'Azerbaïdjan, faisant partie du raion de Tartar.
La localité porta le nom de Nor Haykadjur (en arménien Նոր Հայկաջուր), lorsqu'elle fut jusqu'en 2020, une communauté de la région de Martakert, au Haut-Karabagh. Elle compte 81 habitants en 2005.